# 凯韦尔
凯韦尔（法語：Quévert，法語發音：[kevɛʁ] ⓘ）是法国阿摩尔滨海省的一个市镇，属于迪南区。

## 地理
凯韦尔（48°27'49"N, 2°5'14"W）面积12.48 平方千米，位于法国布列塔尼大區阿摩尔滨海省，该省份为法国西北部沿海省份，位于布列塔尼半岛北部，北濒大西洋英吉利海峡，西接菲尼斯泰尔省，南至莫尔比昂省，东临伊勒-维莱讷省。
与凯韦尔接壤的市镇（或旧市镇、城区）包括：塔当、欧卡勒克、科尔瑟勒、迪南、特雷利旺。

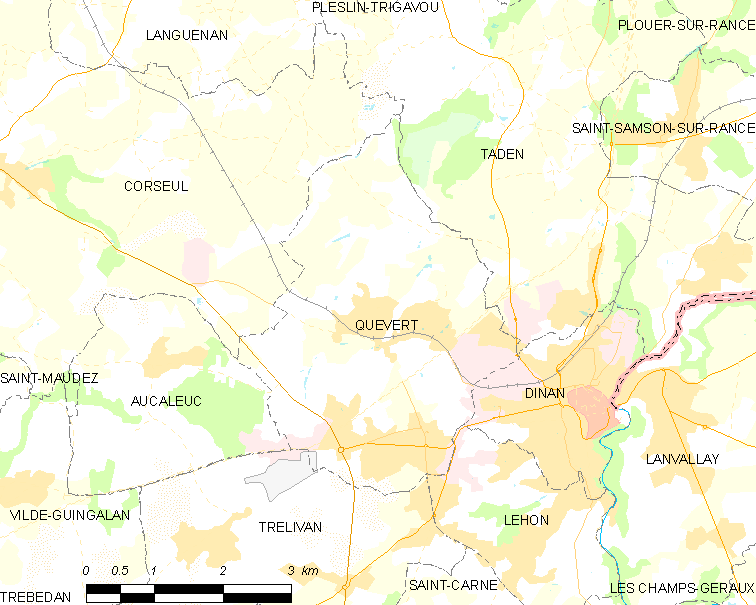
凯韦尔的OSM定位图

凯韦尔的时区为UTC+01:00、UTC+02:00（夏令时）。

## 行政
凯韦尔的邮政编码为22100，INSEE市镇编码为22259。

## 政治
凯韦尔所属的省级选区为迪南县。

## 人口

1962-2008年间凯韦尔人口变化图示

凯韦尔于2022年1月1日时的人口数量为3963人。